# Toxomerus
Toxomerus is een vliegengeslacht uit de familie van de zweefvliegen (Syrphidae).

## Soorten
- T. arethusa (Hull, 1945)
- T. basilaris (Wiedemann, 1830)
- T. boscii (Macquart, 1842)
- T. coalescens (Walker, 1852)
- T. corbis (Walker, 1852)
- T. floralis (Fabricius, 1798)
- T. geminata (Say, 1823)
- T. jussiaeae Vige, 1939
- T. marginata (Say, 1823)
- T. occidentalis Curran, 1922
- T. parvula (Loew, 1866)
- T. planiventris (Loew, 1866)
- T. polita (Say, 1823)
- T. slossonae (Curran, 1930)
- T. teligera (Fluke, 1953)
- T. triradiata (Hull, 1942)